# Ручна бомба
Ручна бомба је експлозивна направа која се баца рукама. Служи за уништавање, привремено и трајно онеспособљавање, и омамљивање живе силе, као и уништавање материјалних добара. Често се под утицајем енглеског погрешно назива гранатом или ручном гранатом - енгл. hand grenade. Ручна бомба са потезним упаљачем са опругом се колоквијално назива „кашикара”.
Бомба се састоји од тела, експлозивног пуњења и упаљача са спорогорећом смешом. Зависно од конструкције, активира се ударом о чврст предмет или отпуштањем ручице упаљача. Удар или отпуштање опруге активирају капислу, која пали спорогорећу смешу која после краћег времена активира експлозивно пуњење. Постоји више врста ручних бомби као што су фрагментационе, високоексплозивне, потресне и димне.
Фрагментационе бомбе су вероватно најчешће у модерним војскама. То су убојна средства конструисана за расипање шрапнела при детонацији. Тело је генерално направљено од тврдог синтетичког материјала, ливеног гвожђа или челика, који обезбеђује ограничену фрагментацију у виду крхотина и расцепа, иако се у модерним бомбама обично користи преформирана матрица фрагментације унутар бомбе. Претходно формирана фрагментација може бити сферична, коцкаста, или са урезаном жицом. Ручне бомбе могу бити офанзивне или дефанзивне. Дефанзивне су конструисане тако да детонирају било након дужег временског кашњења или након удара. Паличасте бомбе имају дугачку ручку која је директно причвршћена за бомбу, пружајући полугу за бацање на већу удаљеност, по цени додатне тежине и дужине. Појам „палична бомба” обично се односи на немачки Stielhandgranate модел бомбе развијене током Првог светског рата и уведен у наоружање 1915 године. Бомба користи упаљач који функционише путем трења. Тај метод је био неуобичајен у другим земљама, али се често користио за немачке бомбе.
Ручна бомба је формацијски обавезна у саставу наоружања војника као и полицијских снага посебних намена. Бомбаши су војници специјализовани за бацање бомби.

## Грађа
Ручна бомба се састоји од тела, упаљача и експлозивног пуњења. Упаљач се састоји од тела, иницијалне каписле, спорогореће смеше и детонирајуће каписле.

## Принцип дејства
Зависно од конструкције, бомба је заштићена од случајног активирања навојним поклопцем или осигурачем. Након одвијања поклопаца и удара о чврсти предмет или вађења осигурача и отпуштања ручице упаљача, активирања се иницијална каписла. Она пали спорогорећу смешу чији је задатак да одложи експлозију на неколико секунди како би бомба могла бити безбедно бачена. Спорогорећа смеша потом активира детонирајућу капислу која врши опаљење експлозивног пуњења. Експлозија пуњења, зависно од јачине и намене бомбе, расипа металне фрагменте тела и садржај бомбе и тако врши бојево дејство на живу силу и материјална добра.

## Историја
У Кини су се за време династије Сонг (960—1279. године) користиле направе под називом Жен Тијан Леи, које су се правиле тако што су кинески војници пунили барутом керамичке или металне посуде. У кинеској војној књизи из 1044 године, описани су поступци за прављење различитих ручних експлозивних направа, које према Џозефу Нидаму представљају прототип модерне ручне бомбе.

## Врсте ручних бомби
- Експлозивне бомбе
  - Бомбе са куглицама, чија убојита моћ се постиже распршивањем великог броја куглица приликом експлозије
  - Потресне бомбе - које немају куглице већ се убојна моћ остварује коришћењем експлозива
  - Противтенковске бомбе - бомбе јаке разорне моћи, које се користе против тенкова и осталих оклопних возила
  - Топлотне бомбе - производе огромне температуре између 2,200 °C и 2,800 °C. Најчешће се користе за уништавање оружја, артиљерије и возила који су заплењени. Смртоносна је када се активира у близини човека.
- Несмртоносне бомбе
  - Шок или омамљујуће бомбе - које стварају јак бљесак и снажан звук, ослепљујући и заглушујући особу на неколико секунди и на тај начин омогућавају деловање у насталој ситуацији. Ове бомбе су погодне приликом хапшења, најчешће их користе специјалне јединице полиције.
  - Бомбе са гуменим куглицама - за разлику од металних шрапнела које имају убојну моћ, ове бомбе изазивају тренутну онеспособљеност субјекта обарајући га на земљу и на тај начин дају тактичку предност јединици да изврши предвиђени задатак. Најчешће их користе специјалне јединице полиције приликом хапшења.
  - Школске бомбе - бомбе израђене од гумене масе тачне тежине као и бојеве. Користе се за обуку. Могу имати експлозивну капислу која имитира прасак бомбе.
- Хемијске и гасне бомбе
  - Димна бомба - стварају дим јарких боја за сигнализирање положаја пријатељским јединицама или бели дим за заштиту јединице од погледа непријатеља.
  - Сузавац - бомба са агенсима чије сагоревање изазива сузење очију и иритацију дисајних путева. Користи се за истеривање непријатеља из бункера и других утврђених објеката. Блаже варијанте користи полиција на спортским приредбама, демонстрацијама, за обуздавање и разбијање масе окупљених људи.
  - Молотовљев коктел - представља импровизовану запаљиву бомбу која се лако прави. У стаклену флашу се сипа запаљива течност а затим се убаци комад тканине који се потом запали. Након тога, пре него што се ватра разгори до бензина, баца се на објекат и изазива запаљење бензина приликом разбијања флаше. Ова бомба је добила назив по руском политичару Молотову.

## Ручне бомбе
- Најранији познати приказ пиштоља и бомбе (горе десно) 10. век нове ере.[4][5]
- Ручне бомбе - Национални историјски музеј, Атина, Грчка,(10. до 12. в.)
- Бомба из 1942. г.
- Шок бомба М84
- Шок бомба израелских одбрамбених снага ИДФ
- Запаљива бомба АН-М14
- Француске трупе користе катапулт за бацање ручних бомби током Првог светског рата
- Француски ударач бомби Ф1
- Бачена бомба  РГД-5 у рату у Северном Кувајту ("уживо")